# W3Schools
W3Schools — бесплатный образовательный веб-сайт для обучения кодированию онлайн. Первоначально выпущенный в 1998 году, он получил свое название от Всемирной паутины, но не связан с консорциумом W3. Предлагает курсы охватывающие все аспекты веб-разработки, а также публикует бесплатные шаблоны HTML. Им управляет Refsnes Data в Норвегии. Он имеет текстовый онлайн-редактор под названием TryIt Editor и читатели могут редактировать примеры и запускать код в тестовой среде.

## Функции
На сайте бесплатно приведены примеры исходного кода с пояснениями на английском языке, большинство из которых можно редактировать и выполнять интерактивно в живом редакторе. Другие важные элементы кода скрыты, чтобы пользователь мог сосредоточиться на указанном коде (песочница разработчика). Учебники поделены на отдельные разделы о языках разработки. Кроме основ задокументированы варианты реализации и примеры, связанные с программой, а также акцент на отдельных элементах языка программирования (так называемые «ссылки»). Кроме того, есть канал YouTube, который рассматривает и объясняет некоторые темы веб-разработки, а также Интернет-форум. Поддерживаются следующие языки: HTML, CSS, JavaScript, JSON, PHP, AngularJS, SQL, Bootstrap, Node.js, jQuery, XQuery, Ajax и XML.

## Ссылка
- Официальный Веб-сайт